# Vărădia de Mureș, Arad
Vărădia de Mureș, colocvial Totvărădia, adică "Vărădia Slovacă", (în maghiară Tótvárad, în germană Waradia) este satul de reședință al comunei cu același nume din județul Arad, Crișana, România.

## Așezare
Localitatea Vărădia de Mureș este situată în zona de contact a Munților Metaliferi
cu Munții Zărandului și  parțial în culoarul larg al Mureșului, la o distanță de 81 km față de municipiul Arad.

## Istoric

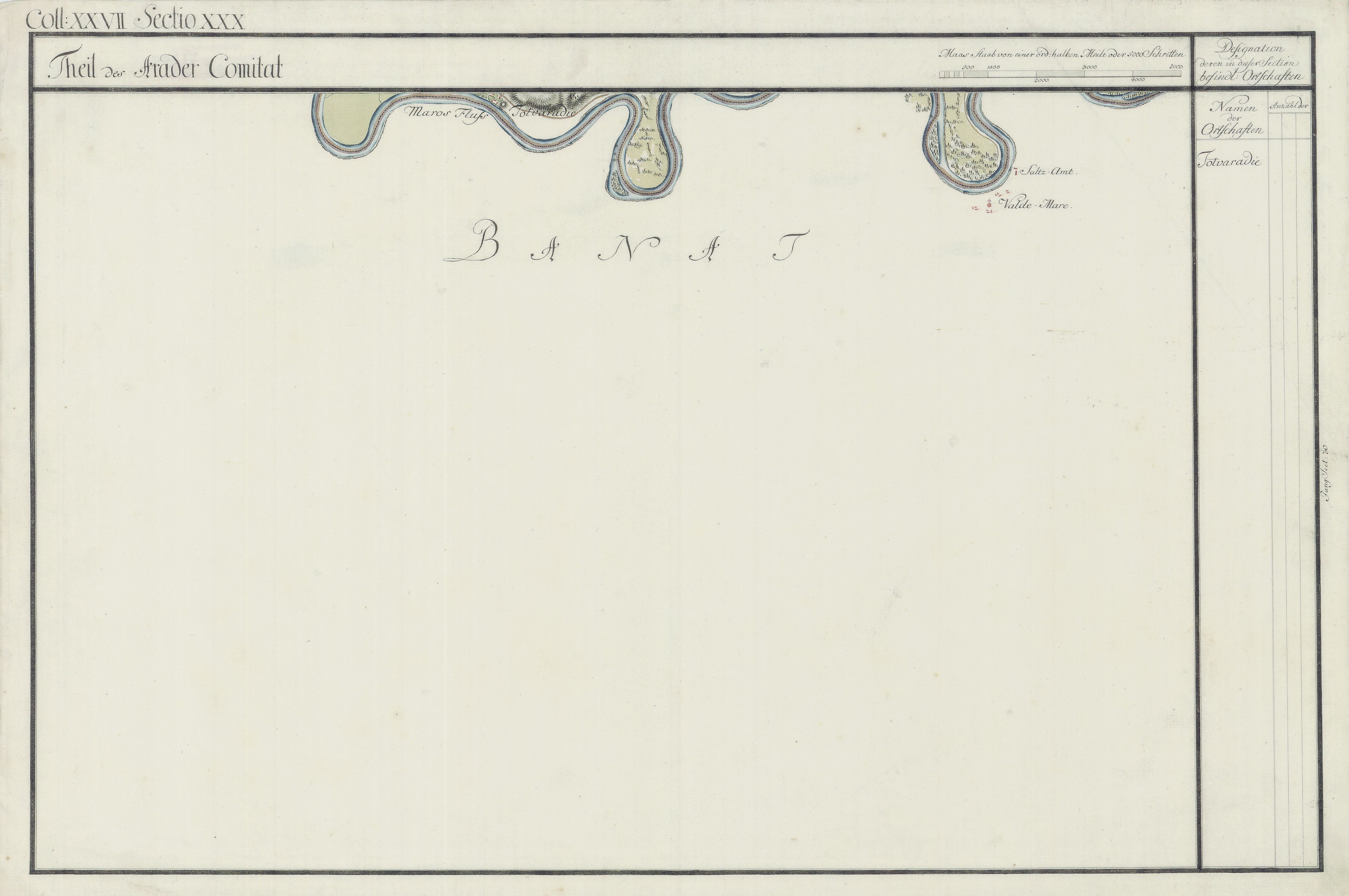
Vărădia de Mureș în Harta Iosefină a Comitatului Arad

Prima atestare documentară a localității Vărădia de Mureș datează din anul 1369.
În punctul denumit ,,Cetate’’, urme arheologice diverse, parțial cercetate, pun în evidență o continuitate de locuire de circa două milenii și jumătate. Aici sunt descoperite o așezare hallstattiană (mileniul I î. Hr.), o fortificație dacică (sec. II î. Hr.), care continuă să existe și în sec. III d. Hr. și să întrețină relații strânse cu Imperiul Otoman din sudul Mureșului. Tot aici trebuie căutată și prima vatră medievală a satului, menționat documentar în 1369, denumirea de ,,Varadi’’ fiind motivată fie de memoria vechii cetăți antice, fie de o nouă fortificație. Cetatea medievală apare în documente mult mai târziu (în 1479) și nu e sigur legată de punctul ,,Cetate’’. Aici, în schimb, la poalele înălțimilor, este descoperită ruina bisericii ortodoxe din sec. XIV-XV a satului ,,Varadi’’, amintit mai sus. Este important de observat că și noua biserică ortodoxă, de lemn (ulterior construită din zid), a fost ridicată în apropierea acestui sit, ocupat acum parțial de ,,Cimitirul Bisericii’’. Axa principală a satului (pe care în ultima perioadă s-au edificat o serie de dotări ale satului), însoțind drumul de tranzit este de asemenea orientată spre situl respectiv, astfel încât aici trebuie căutată zona veche a satului, peste care a intervenit parțial sistematizarea austriacă.
Dacă aria de-a lungul drumului este plauzibil să fi fost ,,aliniată’’ în sec. XVIII (ca și la alte sate de pe Valea Mureșului), restul satului păstrează o organizare mult mai veche, de tip ,,ocol’’ (,,adunat’’ sau ,,îngrămădit’’), specifică satelor din zona colinară, vizibilă mai ales în arealul fostului târg din nordul șoselei. 
Până în 1552, anul primei ocupații turcești, istoria satului este legată de cea a cetății-castelului, care este implicat în majoritatea evenimentelor zonale. Castelul are mai mulți proprietari, iar către sfârșitul secolului XV, Vărădia devine târg, demonstrând un anumit nivel de dezvoltare și atractivitate. Pentru perioada respectivă, așezarea este plauzibil să fi fost organizată de-a lungul drumului de tranzit de pe vale, orientată fiind către biserica descoperită arheologic și în relație cu castelul, aflat în aceeași zonă (poate mai apropiat de vale), dar nelocalizat cu precizie. De asemenea, către nord, se desfășurau arii locuite apărute spontan, de tipul celor care se mențin și astăzi în zonă.
Ocupația otomană nu a adus schimbări importante. Cetatea-castel și-a menținut funcțiile și prin aceasta, a fost ținta unor atacuri și distrugeri. Descrierea lui Evlia Celebi este foarte concludentă; cetatea fiind suficient de mare pentru a include câteva locuințe (poate nu 150, dat fiind că sunt cunoscute exagerările călătorului turc) și reședința dizdarului. Pe de altă parte, este plauzibil ca o parte din așezare (centrul) să fi fost fortificat cu palisadă (de aici denumirea de ,,palancă’’ pe care o utilizează Celebi), astfel încât numărul de case poate fi apropiat de realitate.
Importanța așezării se menține și după recucerirea de către creștini, austriecii transformând-o în centru grăniceresc și sediu de district, cu 9 sate, interesant, aproape toate în sudul Mureșului și întinse pe o arie foarte mare. Cetatea, fiind implicată în răscoala curuților, va fi abandonată și demolată începând cu 1709, dispărând complet în perioada ulterioară. Evoluția demografică din prima jumătate a secolului XVIII demonstrează că Vărădia parcurge o perioadă tulbure. De la peste 50 de familii în 1715, ajunge la 17 peste numai 5 ani. Abia în 1771 atinge iarăși numărul de familii din 1715.
Pe parcursul secolului XIX, evoluția demografică este foarte inegală. Dacă în prima jumătate, ea este lentă, continuând curba din ultimele decenii ale secolului XVIII, în jumătatea a doua ea se accelerează, atingând la sfârșitul secolului cca 1100 locuitori. Atunci este refăcută și vechea biserică ortodoxă. Majoritatea erau români, proporție care se menține și după primul război mondial, când populația depășește 1200 de locuitori.

### Cronologie
-	mileniul I î. Hr. – locuire din perioada Hallstattiană, descoperită arheologic în punctul ,,Cetate’’.
-	sec. II î. Hr. – sec. I d. Hr. – așezare dacică fortificată, tip ,,promonturiu barat’’, descoperită arheologic în punctul ,,Cetate’’.
-	Sec. II-III d. Hr. – urme materiale și monede romane descoperite arheologic
-	1369 – apare în documente ,,Varadi’’
-	sec. XIV – construită biserica ortodoxă, la limita punctului ,,Cetate’’
-	sec. XIV-XV – aparține Comitatului și Arhidiaconatului Hunedoara
-       1387 – Marcu și Blasius de Varadia
-       1427 – WARADYA
-	1479 – ,,Waradya castellum’’ -  centru de domeniu cu 46 de sate
-	1483 – castelul este vândut familiei Bánffy
-       1492 – Simon Eliade de Waradya este student la Cracovia
-	1551-1596 – Tothvaradja
-	1552 – ocupat de turci
-	după 1552 – perioadă tulbure – numeroase schimbări de situație și de direcții de influență, între taberele habsburgică, maghiară, otomană
-	1590 – solda garnizoanei otomane
-	1594 – sub Sigismund de Bathory cetatea este reocupată de creștini
-	1594 toamna – redevine otomană (garnizoana turcă se reinstalează în ea)
-	1595 – Tóth Váraggya
-	13 august 1595 – cucerită pentru un mai lung interval de timp de ardeleni
-	1658 – cetatea și zona sunt reocupate de Imperiul Otoman și integrare sistemului militar și administrativ otoman
-	cca. 1668 – Evlia Celebi vizitează cetatea și așezarea: ,, …am ajuns la cetatea Vărădia. Și aceasta este o palancă solidă, de formă mai lunguiață decât un pătrat și se află așezată pe o colină înaltă de pe malul râului Mureș, în sangeacul Lipovei. În ea se găsesc o sută cincizeci de case, un dizdar și șaptezeci de neferi. Chiar în mijlocul acestei cetăți bine întărite se află un turn de piatră. Acolo stă dizdarul; tot acolo se găsesc și toate munițiile. În aceste două cetăți (și Vefraș – neidentificată) nu există bazar și târguri, dar sunt multe vii.’’  
-	1690-1700 – Vărădia era centru de district, cu 9 sate: Pojoga, Sălciva, Căpâlnaș, Fundata, Țela, Bata, Lalașinț, ,,Szvinyovecz’’ (neidentificată), Chelmac.
-	1702 – centru grăniceresc, cu 150 de soldați 
-	1703-1710 – în timpul răscoalei Curuților, cetatea este asediată
-	1709 – castelul (cetatea) părăsit, apoi demolat (pe teren sunt vizibile urme de șanțuri)
-	1715– are 54 de familii
-	prima jumătate a secolului XVIII – construită biserica ortodoxă de lemn ,,Cuvioasa Paraschiva’’
-	1743 – are 25 de familii
-	1755 – are 42 de case
-       1771 – are 53 de familii
-	1808 – Tóthvárad
-	1815 – vechea biserică de lemn este înlocuită cu actuala biserică de zid ,,Întâmpinarea Domnului’’
-       1823/1824 – 55 elevi
-	1828 – are 119 familii

## Economia
Din punct de vedere economic, agricultura este ramura de bază, cultivarea plantelor și creșterea animalelor fiind principalele preocupări ale locuitorilor precum și exploatarea și prelucrarea lemnului. 

## Turism
Potențialul turistic al așezării este  unul de excepție. Elementele fondului turistic natural se îmbină  armonios cu cele de natură antropică.  
- Valea Mureșului
- Cetatea medievală de la Vărădia de Mureș